# Жамалов, Разамбек Саламбекович
Разамбе́к Саламбе́кович Жама́лов (род. 1 июня 1998, Петраковское, Дагестан) — узбекистанский борец вольного стиля, олимпийский чемпион 2024 года в Париже. Ранее выступал за Россию; двукратный чемпион России, победитель индивидуального Кубка мира 2020 года, а также первенств мира и Европы 2019 года среди борцов до 23 лет. Узбекистон ифтихори (2024).

## Биография
Чеченец. Родился и вырос в с. Петраковское. Воспитанник хасавюртовской школы имени братьев Сайтиевых. Занимается у Адама Сайтиева и Мусы Сайдулбаталова.
В июле 2017 года стал победителем 25-го международного молодёжного турнира на призы чемпиона мира и Европы Бориса Будаева в Улан-Удэ. В октябре 2017 года занял первое место на Международном турнире в армянском Ванадзоре. В марте 2018 года во второй раз стал победителем Международного турнира памяти Романа Дмитриева. В июле 2018 года занял первое места на Спартакиаде молодёжи в Пензе и был включен в состав сборной Дагестана для участия на чемпионате России. На чемпионате в борьбе за бронзу уступил Давиду Баеву. В сентябре 2018 года стал серебряным призёром чемпионата мира по борьбе среди молодёжи, уступив представителю Азербайджана Хаджимураду Гаджиеву. В ноябре 2018 года стал двукратным победителем Межконтинентального Кубка в Хасавюрте. В январе 2019 года стал бронзовым призёром Гран-При Ивана Ярыгина, а его схватка против Давида Баева стала украшением турнира. 9 марта 2019 года стал победителем молодёжного чемпионата Европы в Сербии. В мае 2019 года стал победителем турнира имени Али Алиева в Каспийске, одолев в финале Гитинамагомеда Гаджиева, представлявшего Азербайджан. На чемпионате России в Сочи в финале уступил Давиду Баеву . В начале октября 2019 года во Владикавказе стал победителем открытого всероссийского турнира памяти Юрия Гусова, завоевав тем самым путёвку на молодёжный чемпионат мира. В конце октября 2019 года в Будапеште стал единственным в составе сборной России чемпионом мира среди молодёжи.
В начале февраля 2024 года стало известно, что Жамалов будет выступать за Узбекистан. В июне 2024 года выиграл рейтинговый международный турнир «Мемориал Имре Пойяка и Яноша Варги» в Будапеште и завоевал путёвку на летнюю Олимпиаду 2024 года в Париже.
На Олимпиаде в квалификационной схватке Жамалов победил выступавшего в нейтральном статусе Магомедхабиба Кадимагомедова со счётом 8:0. В 1/8 финала Жамалов победил представителя Словакии Таймураза Салказанова (11:3). На следующем этапе Жамалов в упорной борьбе одолел представителя Албании Чермена Валиева (6:5). В полуфинале Жамалов взял верх над представителем Таджикистана Виктором Рассадиным (8:2). Финальным аккордом этой серии стала чистая победа над японцем Даити Такатани, которая принесла Жамалову олимпийское золото.
В конце 2024 года Жамалову в Германии провели две операции (на плече и шейных позвонках), которые завершились успешно. Через полгода он сможет вернуться к тренировкам.
23 декабря 2024 года он стал лауреатом национальной спортивной премии Узбекистана в номинации «Открытие года». Жамалов в момент вручения премии находился на лечении и награду принял его тренер Муса Сайдулбаталов.

## Спортивные результаты
- Чемпионат России по вольной борьбе 2018 — 5;
- Чемпионат мира по борьбе среди юниоров 2018 — ;
- Чемпионат Европы по борьбе U23 2019 — ;
- Чемпионат России по вольной борьбе 2019 — ;
- Чемпионат мира по борьбе U23 2019 — ;
- Гран-При Иван Ярыгин 2020 — ;
- Чемпионат России по вольной борьбе 2020 — ;
- Индивидуальный кубок мира по борьбе 2020 — ;
- Чемпионат России по вольной борьбе 2021 — ;
- Чемпионат Европы по борьбе 2021 — 5;
- Чемпионат России по вольной борьбе 2022 — ;
- Борьба на Всероссийской спартакиаде 2022 — ;
- Борьба на летних Олимпийских играх 2024 — ;

## Личная жизнь
Является студентом факультета физкультуры и спорта Чеченского Государственного педагогического университета.